# Арена Львов
«Арена Львов» (укр. Арена Львів) — футбольный стадион в городе Львов (Украина), открывшийся 29 октября 2011 года. Стадион принимал матчи чемпионата Европы по футболу 2012 года.

## История

### Название
Ещё на этапе конструирования основным рабочим вариантом названия рассматривали «Лемберг» (нем. Lemberg, немецкое название города), однако это предложение вскоре отклонили. В июне 2010 года городской голова Львова Андрей Садовый заявил, что у города есть несколько предложений от ведущих международных компаний, которые примут участие в аукционе на право названия нового стадиона Львова: «Дадим ли мы своё название или продадим право названия — этот вопрос остаётся открытым. У нас есть ещё год, чтоб определиться». После заявления Садового один из депутатов фракции БЮТ (тогда она имела треть голосов в Львовском облсовете) предложил назвать стадион именем Степана Бандеры. В декабре Садовый объявил о выборе названия «Арена Львов».

### Описание проекта
Проект предусматривал строительство стадиона 5-го поколения, одного из самых современных в Европе. Разработчиком проекта стадиона выступило «Конструкторское бюро Альберта Виммера», которое проектировало стадионы для проведения финальной части чемпионата Европы по футболу 2008 в Австрии, а также строило стадион в Варшаве к Евро-2012. Вместе с австрийцами над стадионом работала львовская фирма «Арника». Генеральный подрядчик — «Альтком» (Донецк).
Вместимость стадиона — 34 915 мест, из которых примерно 425 мест — для почётных гостей в VIP-зоне на третьем уровне (ресторан), 168 мест в зоне 14-ти скайбоксов (скайбокс вмещает 12 чел.) плюс президентский номер на 24 места на четвёртом уровне. Так же под «пандусом» расположено Фан-кафе на 400 мест. Всего львовский стадион имеет четыре этажа, первый из которых предназначен для подземного паркинга, два другие — для двухъярусных трибун, VIP-сектора и других вспомогательных помещений. Конструкция зрительских мест создаёт максимальный эффект присутствия зрителей на поле. Прекрасную видимость поля обеспечивает отсутствие «мёртвых» зон и современное освещение, обеспечивающее качественную фото- и видео-съёмку.
Запроектированный стадион соответствует всем функциональным требованиям УЕФА, в том числе требованиям к системам освещения, озвучивания, телекоммуникаций, безопасности и доступа. Стадион имеет два экрана — на северной и южной стороне. Центральный проход на стадионе оборудован таким образом, чтобы там можно было разместить заведения общественного питания. Одновременно с этим он является важным звеном в системе безопасности, так как позволяет быстро эвакуировать зрителей.
Для инвалидов предусмотрены специальные стоянки, а с северной стороны арены оборудована система пандусов. Подниматься на верхние секторы инвалиды смогут специальными лифтами. Также для людей с ограниченными возможностями предусмотрено несколько зон в секторах — по 50 мест, некоторые из которых в первых рядах. Все зрительские места находятся под навесом, часть которого прозрачная. Предусмотрен целый сектор для СМИ, который после окончания Евро-2012 переоборудован в обычный сектор для зрителей.
Возле стадиона выделено 6000 м² для парковки автомобилей теле- и радиокомпаний, а также 1593 парковочных места для обслуживающего персонала и VIP-гостей.
Стадион был открыт 15 ноября 2011 года товарищеским матчем, в котором сборная Украины победила Австрию со счётом 2:1.

### Матчи чемпионата Европы 2012
Время местное
| Дата         | Время | Команда 1 | Счёт | Команда 2  | Стадия   | Зрители |
| 9 июня 2012  | 21:45 | Германия  | 1:0  | Португалия | Группа B | 32 990  |
| 13 июня 2012 | 19:00 | Дания     | 2:3  | Португалия | Группа B | 31 840  |
| 17 июня 2012 | 21:45 | Дания     | 1:2  | Германия   | Группа B | 32 990  |

## Дисквалификация
27 сентября 2013 года дисциплинарный комитет ФИФА принял решение о дисквалификации стадиона с 27 сентября и в течение всего периода проведения предварительного квалификационного отбора на ЧМ-2018 в России. Данное решение было принято на основании доклада FARE о использовании на матче фаеров.

## Разрешение УЕФА из-за войны на востоке Украины
15 мая 2014 стало известно, что из-за войны на востоке Украины международные футбольные матчи под эгидой УЕФА разрешено принимать только двум стадионам Украины — НСК «Олимпийский» в Киеве, и «Арене Львов» во Львове. 17 июля 2014 УЕФА позволила проводить еврокубковые матчи также в Одессе, Днепропетровске.. Но позже из-за отказа футбольного клуба «Копенгаген» ехать в Днепропетровск запретила проводить матчи в этом городе и предложила провести матч 3-го квалификационного раунда Лиги Чемпионов Днепр — Копенгаген во Львове или в Киеве. «Днепр» выбрал Киев. Через некоторое время в Одессе снова запретили проводить матчи. «Арена Львов» стала местом проведения матчей чемпионата Украины и еврокубков для донецкого «Шахтера». Поединки под эгидой УЕФА не попадают под санкции ФИФА.